# Regionarkivet Gotland
Regionarkivet Gotland är en arkivinstitution som förvarar arkiv från Region Gotland och dess föregångare. Arkivet fungerar även som landstingsarkiv.

## Arkivet
De äldsta handlingarna i arkivet är från början av 1800-talet. Där förvaras bland annat arkiv från:
- Gotlands 92 landskommuner 1863-1951
- Visby stad 1863-1970
- Gotlands läns landsting 1863-1970
- Gotlands 13 storkommuner 1952-1970
- Gotlands kommun 1971-2010
- Region Gotland 2011-
- Skolor 1826-
- Visby lasarett 1903-
- Kommunala bolag och stiftelser
- Vissa enskilda arkiv

Arkivet är beläget i Arkivcentrum Gotland på Broväg 27 i Visby, dit det flyttade i maj 2008, liksom Landsarkivet i Visby.